# Драј Крик (Аљаска)
Драј Крик (енгл. Dry Creek) насељено је место без административног статуса у америчкој савезној држави Аљаска.

## Демографија
По попису из 2010. године број становника је 94, што је 34 (-26,6%) становника мање него 2000. године.
| Група             | 2000.       | 2010.      |
| Белци             | 119 (93,0%) | 90 (95,7%) |
| Афроамериканци    | 0 (0,0%)    | 0 (0,0%)   |
| Азијати           | 0 (0,0%)    | 0 (0,0%)   |
| Хиспаноамериканци | 9 (7,0%)    | 4 (4,3%)   |
| Укупно            | 128         | 94         |